# Dorfkirche Vichel

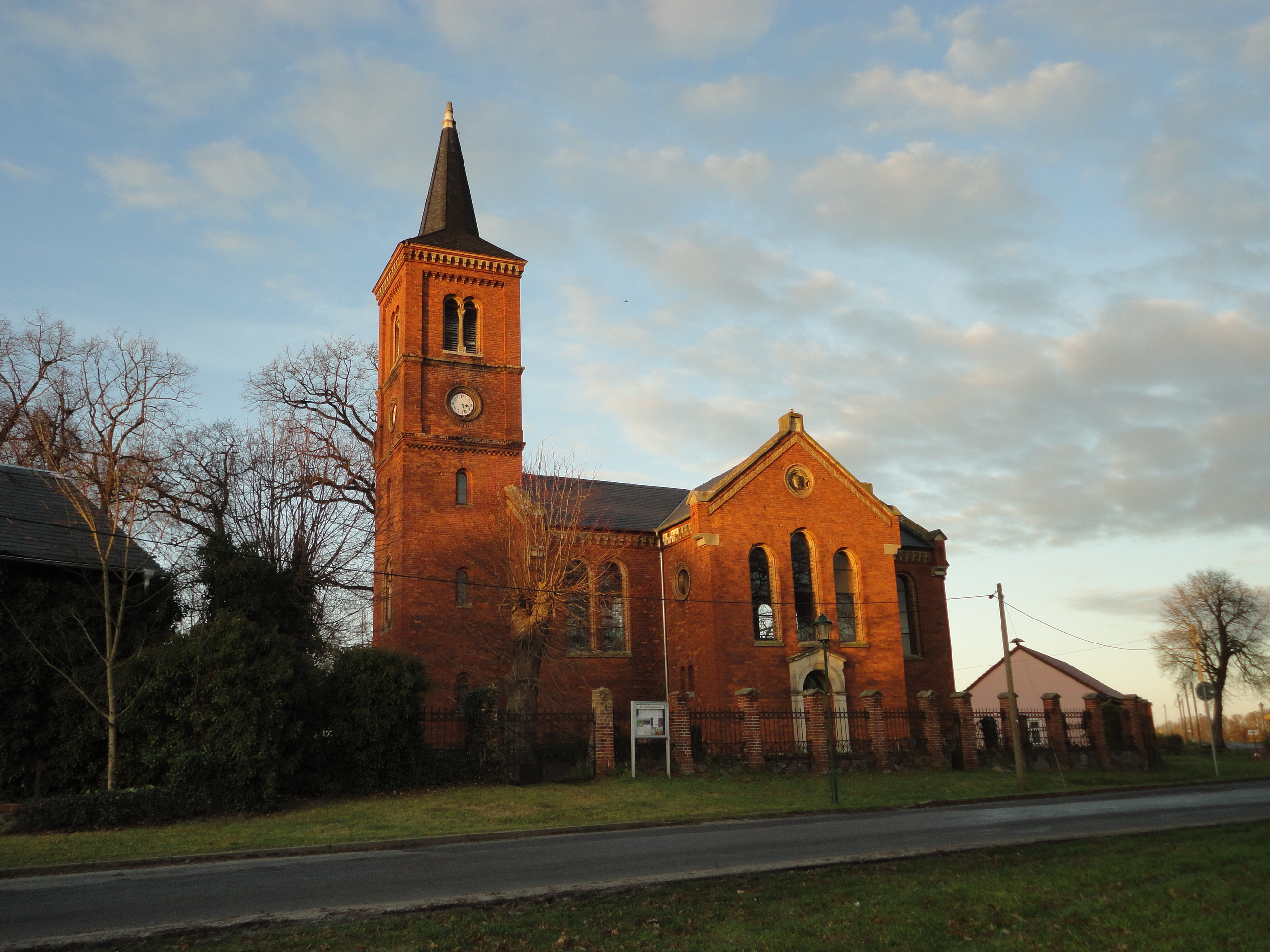
Südansicht

Die Dorfkirche Vichel ist ein Kirchengebäude im Ortsteil Vichel der Gemeinde Temnitztal im Landkreis Ostprignitz-Ruppin des deutschen Bundeslandes Brandenburg.

## Architektur
Der kreuzförmige Backsteinbau mit polygonaler Apsis wurde 1867 errichtet. Er gehört zum romanisierenden Rundbogenstil der Berliner Schule und hat einen schmalen, quadratischen Westturm mit Knickhelm. Die Initiative zum Bau und möglicherweise die Pläne sind von Ferdinand von Quast. Das Gebäude wurde 1958 restauriert und 2008 saniert. Bei der Sanierung wurde die Durchlüftung verringert, was zum Ausbruch des Hausschwammes führte.